# لندن هيوز
لندن هيوز (بالإنجليزية: Dionne 'London' Hughes)‏ هي كوميدية ارتجالية وممثلة بريطانية، ولدت في 7 يونيو 1989 في لندن في المملكة المتحدة.

## وصلات خارجية
- لندن هيوز على موقع IMDb (الإنجليزية)
- لندن هيوز على موقع قاعدة بيانات الفيلم (الإنجليزية)